# Къща на улица „Теофилос“ № 32
Къщата на улица „Теофилос“ № 32 (на гръцки: Κτίριο στις οδούς Θεοφίλου και Αγίας Σοφίας 32) е историческа постройка в град Солун, Гърция.

## Местоположение
Сградата е разположена в Горния град - бившата турска махала, на улица „Теофилос“ № 25 и „Агия София“ № 107.

## История
Построена е най-вероятно някъде в края на XIX век за албански първенец. Приземният етаж е построен оригинално за фурна и винаги е изпълнявал такава функция. На първия етаж са жилищните помещения. Кръглата капандура на таванския етаж показва статуса на собственика. Къщата е характеризирана като защитен паметник в 1979 година и отново в 1999 година.

## Архитектура
В архитектурно отношение е двуетажна сграда с партер и мецанин, предназначена за търговска употреба. Забележителен пример е за местна македонска архитектура с неокласически влияния - еркерни издадености със сложни косници, отляти от чугун, заострен фронтон, дървени псевдоколони.